# Gambrinus
Gambrinus es un héroe de las leyendas europeas y un icono de la cerveza y de su fabricación, así como de la jovialidad. Canciones, poemas e historias le describen como un rey, duque o conde de Flandes y Brabante. Las representaciones artísticas habitualmente le describen como un duque o rey orondo y barbudo, sosteniendo una jarra de cerveza o una taza y, algunas veces, con un barril de cerveza cerca.
Gambrinus es a veces confundido con un santo patrón, pero no es un santo ni una deidad tutelar. En una de las tradiciones legendarias, es el inventor de la cerveza o la envía. Aunque las leyendas no le atribuyen poderes especiales para bendecir la fabricación de cerveza o hacer crecer los cultivos, narradores de cuentos sobre él le han dado estas características. Las historias de Gambrinus usan elementos folclóricos comunes a todos los cuentos europeos, como el juicio divino. Algunos imaginan a Gambrinus como un hombre con una enorme capacidad para beber cerveza.
Las teorías principales del origen de Gambrinus están asociadas a Juan sin Miedo (1371-1419) y/o a Juan I, duque de Brabante (c. 1251-1294). De acuerdo con estas teorías, el nombre de Gambrinus es una derivación de Jan Primus ("Juan Primero"). También puede hacer referencia a un rey germánico mítico llamado Gambrivius.

## Orígenes
La fuente de la leyenda de Gambrinus es incierta. El personaje parece ser originario de los Países Bajos de Europa Occidental durante la Edad Media.
Se ha propuesto a dos hombres como inspiradores de la creación de Gambrinus. Son Juan I, duque de Brabante, y Juan sin Miedo, duque de Borgoña. Alternativamente, el historiador alemán Johannes Aventinus (1477-1534) identificó a Gambrinus con Gambrivius, un rey mítico germánico del cual se sabe poco.

### Juan I de Brabante

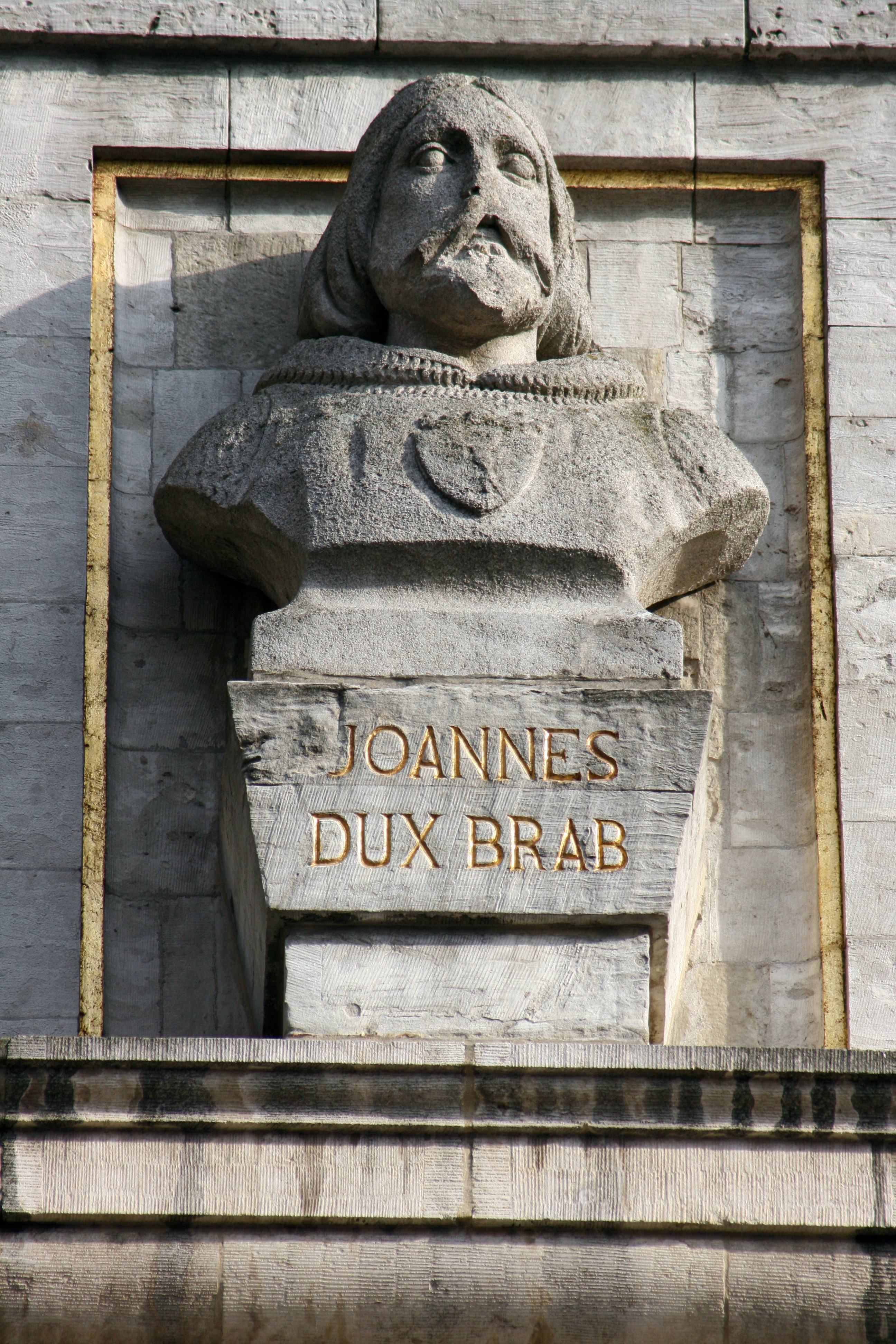
Busto de Juan I de Brabante (c. 1252–1294) en el Gran Palacio de Bruselas.

Juan I era bien parecido, amable, admirado y un campeón en las justas. Su ducado, el ducado de Brabante, era un próspero productor de cerveza y su jurisdicción abarcaba Bruselas. Como un poema en alemán alude, una leyenda dice que el gremio de los productores de cerveza de Bruselas hizo al duque miembro honorario y que colocó su retrato en su salón de reuniones.
En su monografía de 1874, Víctor Coremans de Bruselas informó que las referencias a Bravante y Flandes en las leyendas de Gambrinus eran relativamente recientes. En cualquier caso, también destacó las similitudes entre el aspecto de Juan I en su tumba y los rostros de Gambrinus en algunas ilustraciones. El nombre de Juan también tiene una conexión hipotética con el de Gambrinus: era conocido a veces como Jan Primus, ya que Juan se escribe en checo Jan y Primus es "primero" en latín. Gambrinus es similar a Jan Primus y podría ser una derivación de eso.

### Juan sin Miedo

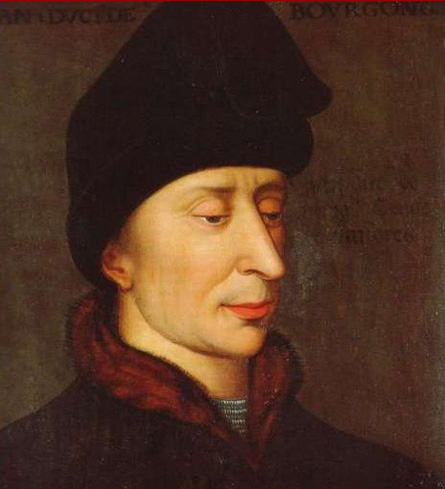
Juan Sin Miedo (1371–1419), Duque de Borgoña

Juan sin Miedo (1371-1419) fue un duque de Borgoña nacido casi 80 años después de la muerte de Juan I de Brabante. El grande y poderoso ducado de Borgoña también producía cerveza y estaba a cierta distancia al sur de Brabante.
Juan sin Miedo obtuvo varios títulos nobiliarios, uno de los cuales era el de conde de Flandes, que heredó en 1405. Se le atribuye la introducción o la legalización de lúpulo en el condado de Flandes. Antes del cambio al lúpulo, en Flandes, al igual que en muchos otros territorios europeos, se elaboraba cerveza con gruit, que es una mezcla de hierbas.
La transición de gruit al lúpulo en toda Europa en la Edad Media fue un proceso gradual, región por región, que duró por lo menos 500 años. Se necesitó tiempo para que los agricultores se enterasen de la existencia del lúpulo, cómo y cuándo cultivarlo y su valor en la elaboración de cerveza. Los cerveceros tuvieron que aprender las características favorables y desfavorables de lúpulo y cómo hacer de la cerveza elaborada con lúpulo un éxito comercial. Incluso en la Edad Media fue un producto básico a nivel internacional, y las principales ciudades de cerveceras desarrollaron reputaciones y estilos distintivos. Los cerveceros tuvieron que considerar la comercialización de la cerveza y la competencia con las importaciones. Además, las regulaciones limitaban el cultivo de ciertos ingredientes en algunas jurisdicciones. Un monarca podía permitir el lúpulo en la elaboración de la cerveza o incluso someter esto a una imposición. El por qué Juan instituyó lúpulo en la cerveza flamenca no está documentado, pero vivió durante un tiempo en el que el lúpulo estaba legalizados en jurisdicciones cercanas. Él tenía 20 o 21 años en 1392, cuando el duque Alberto I concedió el permiso a las ciudades neerlandesas de Haarlem y Gouda para elaborar cerveza con lúpulo.
En algún momento después de que Juan heredase el gobierno del condado de Flandes en 1405, se dice que instituyó una orden de mérito llamada Ordo Lupuli (latín: "Orden del Lúpulo"). Según Jean-Jacques Chifflet (1588-1660), Juan se ganó el favor de sus súbditos en el condado de Flandes. Los elegidos para la orden bebían cerveza en la celebración. Chifflet puede ser la única fuente de información que quede sobre la Lupuli Ordo.
Juan de Borgoña tiene otra conexión con la cerveza por la etimología de Gambrinus. Se casó en Cambrai en 1385, una ciudad muy famosa y con una cerveza muy bien considerada. Al parecer, uno de los nombres latinos de Cambrai fue Gambrivium, pero también se dice lo mismo de Hamburgo.

### Gambrivius
En sus Anales Opus Magnum de Baviera, el historiador alemán Johannes Aventinus escribió que Gambrinus se basa en un rey germánico mítico llamado Gambrivius que aprendió a hacer cerveza de los dioses. En 1517, Guillermo IV de Baviera nombró a Aventinus historiógrafo oficial de Baviera. Aventinus completó su trabajo en 1523. La historia que Aventinus compiló, Anales de Baviera, es una gran obra que se extiende más allá de Baviera, a partir de numerosas fuentes antiguas y medievales. Sin embargo, también es una obra que mezcla la historia con el mito y la leyenda.
Las narraciones europeas citan a Gambrinus como el inventor de la cerveza. Aventinus intentó reconciliar este cuento con historias mucho más antiguas atribuyendo su origen a Osiris, el dios egipcio de la muerte (según algunas versiones, Osiris es el hijo de Geb, una deidad tutelar de la Tierra que hace que los cultivos crezcan).
En la crónica de Aventinus, Gambrinus nació en 1730 a. C. (a mitad de la dinastía XIII de Egipto), y su amante era Isis, hermana de Osiris. Fue por esta asociación con los dioses, dice, por lo que Gambrinus aprendió la ciencia de la elaboración de la cerveza (cf. mitos del robo del fuego).
La estrofa 59 de la oda inglesa a la bebida "La Ex-ale-tación de Ale" evidencia una apropiación británica del mito:

Para alabanza de Gambrivius, que el buen rey británico

Dio eso para la nación según el cuento de los galeses

Mil setecientos años antes de Cristo hizo la primavera

La feliz invención de una olla de buena cerveza.
Atribuido a Francis Beaumont, Una Selecta Colección de Canciones Inglesas con sus Aires Originales, vol. II.

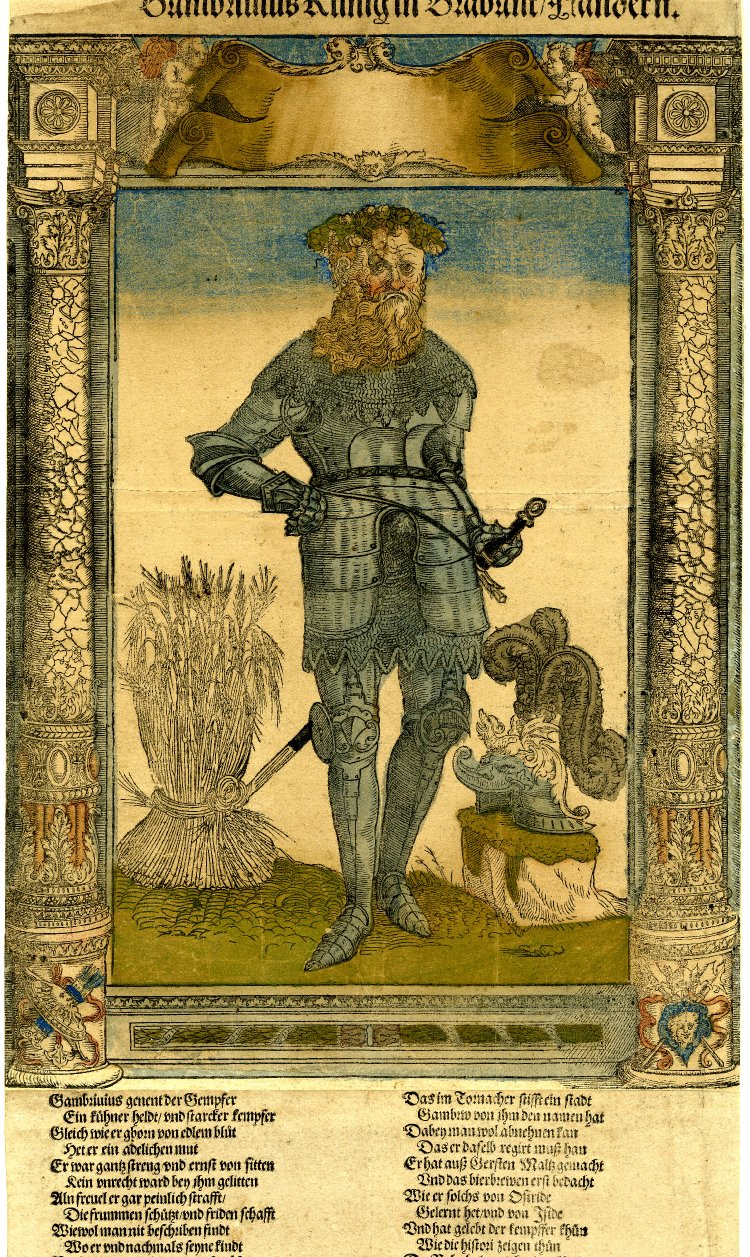
Gampar (Gambrivius), retratado como rey de Flandes y Brabante. (De una serie de grabados producidos en torno a 1543).

Aventinus hace a Gambrinus noble no solo por asociación, sino por nacimiento: como descendiente de séptima generación del patriarca bíblico Noé. Aventinus postula que Gambrinus es el mismo personaje que Gampar (nombre latino de Gambrivius), un rey germánico legendario. Mediante la incorporación de mitos anteriores registrados por Tácito, Aventinus coloca a Gambrinus en un linaje fabricado: Gambrivius es el quinto hijo de Marso (en latín Marsus), que es el bisnieto de Askenaz, hijo de Gomer, hijo de Jafet, hijo de Noé. Por otra parte, Aventinus registra que Askenaz es en realidad Tuisto, el antepasado gigante de los pueblos germánicos a quien Tácito menciona en su obra titulada Germania. Tácito alude a una fuente anterior (Estrabón) que enumera a dos tribus llamadas Gambrivii y Marsi entre los pueblos descendientes de Tuisto: que serían los sujetos o las descendencias de Gambrivius y Marso.
Gampar reina desde el 1711 hasta el 1667 antes de Cristo. Reclama nuevas tierras al este del Rin, incluyendo Flandes y Brabante, y funda las ciudades de Cambrai y Hamburgo. Estas dos ciudades teóricamente fueron conocidas como Gambrivius, y se alegó que uno de los antiguos nombres latinos de Hamburgo fue Gambrivium.
Aventinus se tomó la molestia de recopilar una gran cantidad de datos en una historia que era a la vez concordante y simpatizante con la política alemana. Un erudito que le intrigaba era Jean Tixier, un francés cuya enciclopedia, Officina (1503), establecía que Tuisto y Gambrivius eran gigantes descendientes de Noé. Pero Jean Tixier solo había catalogado una conjetura hecha por el historiador Beroso, de la era helenística. El estafador Annio da Viterbo (c. 1532-02) había utilizado anteriormente misma hipótesis de Beroso para postular una estirpe de los galos.
Tanto los estudiosos francófonos como los de habla alemana rechazan la afirmación del otro para Gambrinus como una apropiación de uno de sus propios héroes culturales. El cuento de Aventinus no acaba de establecer el origen de Gambrinus, sino el de una estirpe de patrimonio glorioso. Los mitos también re-imaginaron a Gambrinus como un catalizador para la ampliación del territorio de un pueblo germánico (el Gambrivii), y le fabricaron una estirpe divina en Germania, relacionada con la antigua tradición cervecera de los egipcios.
En 1543, Hans Guldenmundt publicó una serie de 12 grabados llamada Ariovisto ein Künig aller Deutschen (alemán: "Ancestros y Reyes Tempranos de los Alemanes"). La serie incluye a Tuiscon (Tuisto), Gambrivius, Carlomagno y otros reyes históricos y mitológicos. El título Gambrivius se traduce como "Gampar, rey de Brabante y Flandes". Burkard Waldis (c. 1590-56), contemporáneo a Aventinus, escribió un verso descriptivo para cada uno de los 12 reyes de la serie. Los versos de Gambrivius y Tuiscon reiteran lo que Aventinus registra en Anales de Baviera.

## Historias cortas de Charles Deulin
En su antología de 1868 titulada Contes d'un Buveur de Cerveza (en francés: Cuentos de un Bebedor de Cerveza), Charles Deulin escribió una historia corta llamada Cambrinus, Roi de la Bière (Cambrinus, Rey de la Cerveza), en que "Cambrinus" hace un trato con el diablo. Deulin fue un escritor, periodista y crítico de teatro francés que adaptó elementos del folclore europeo para sus obras. El éxito de Cambrinus, Roi de la Bière llevó a la publicación 1874 de Contes du Roi Cambrinus (Cuentos del Rey Cambrinus), una colección de relatos cortos dedicados al personaje.

## Marcas

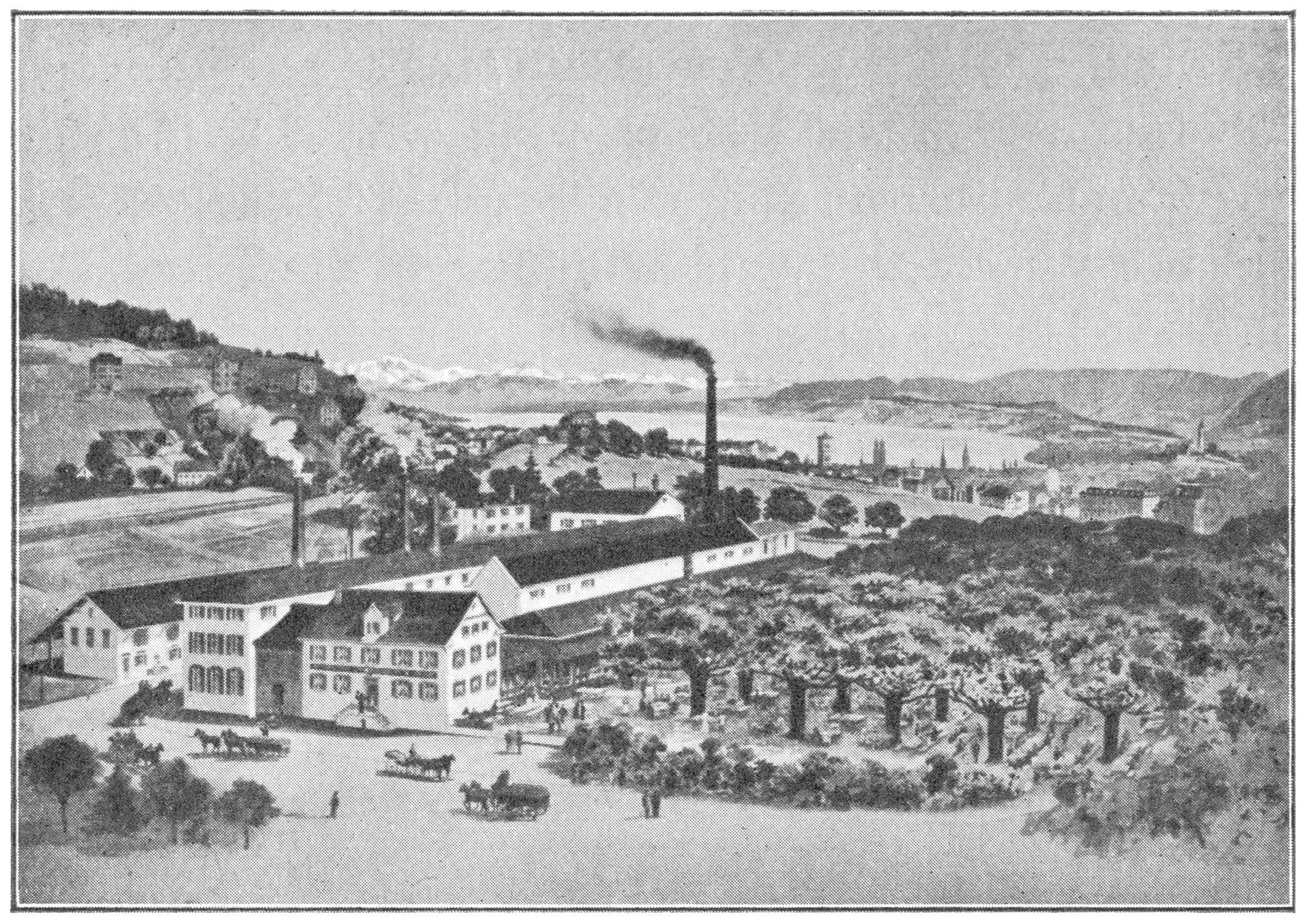
Una empresa cervecera llamada Erdinger Melchior tuvo su fábrica en Zúrich en 1825. Cambió de manos al menos 7 veces antes de que la comprara Waldemann Kramm y la llamara Gambrinus-Braurei.

Por la importancia de Gambrinus, empresas cerveceras, pubs, restaurantes, tiendas y casas de malta demasiado numerosas como para ser listadas se han apropiado del personaje (o de su nombre) para sus marcas. Incluso un café bar de Tokio adoptó el nombre de Gambrinus, identificándose con el personaje de Charles Deulin.
En la República Checa, Plzeňský Prazdroj (la Cervecera Pilsner Urquell) abrió su fábrica de cerveza en 1869 y ofrece una gama de cervezas con el nombre de Gambrinus.
En Sevilla, España, la cervecera Cruzcampo, ahora subsidiaria Heineken International, lo tomó como figura publicitaria a comienzos del siglo XX y lo ha mantenido desde entonces. El personaje para la marca fue diseñado por Leonetto Cappiello. Entre 1999 y 2007, Cruzcampo ha abierto más de 250 pubs Gambrinus por España.
Cerveza Victoria fue la primera cervecera en México. Su fábrica de cerveza, Santiago Graf, comenzó su andadura en Toluca durante los años 1880. Atrajo a inversores alemanes y se incorporó a la Compañía Cervecera de Toluca y México en 1890. En 1907, la compañía cambió el logo de Victoria por una ilustración del rey Gambrinus. El Grupo Modelo compró la compañía en 1935, y su marca de cerveza Victoria con, al menos, dos logos de Gambrinus diferentes. Hoy, Cerveza Victoria se comercializa internacionalmente.
Cerca del lugar de origen de Gambrinus, en la Cervecera Cantillon de Bruselas, fabrica una cerveza con tonos de sabor frambuesa llamada Rosé de Gambrinus.
En la ciudad de Bahia Blanca, Argentina, en la calle Anchorena 107, a metros del Mercado Municipal, funciona desde el año 1890, el restaurante cervecería Gambrinus, un clásico de la gastronomía bahiense.
En la pequeña ciudad de Penonome, Panama, con tan solo 20,000 habitantes encuentras desde el año 2013 a Gambrinus Pub & Grill, famoso por su comida y variedad de cerveza y ya catalogado como un lugar icónico en el país.